# Università di Grenoble
L’Università di Grenoble-Alpes (Université Grenoble-Alpes) è un ateneo francese sito a Grenoble. È stata creata nel 2016 dalla fusione di varie università discendenti dalla storica Università di Grenoble fondata nel 1339 e divisa in vari atenei nel 1968.

## Storia

### Periodo napoleonico
Agli inizi del XIX secolo, nel 1809, Napoleone pubblicò il decreto dell'Université impériale che istituiva un'accademia nella giurisdizione di ciascuna Corte d'Appello e a Grenoble, Joseph Fourier, allora prefetto di Isère, venne nominato rettore. Questi consentì a Jean-François Champollion di essere nominato a 18 anni assistente professore di storia, grazie all'influenza di Louis de Fontanes, Gran Maestro dellUniversité impériale.

### Nuovo sito e nuova urbanistica

Un campus di 186 ettari (1961)

Il 2 dicembre 1961, allo scopo di poter accogliere un numero sempre crescente di studenti, venne posta, alla presenza del ministro Lucien Paye, la prima pietra del nuovo campus universitario all'americana su una superficie di 186 ettari, a metà strada tra i comuni di Saint-Martin-d'Hères e Gières, una novità per la Francia. Louis Weil, fondatore e direttore del centro di ricerca sulle basse temperature del centro di studi nucleari, ebbe un'importanza fondamentale nella creazione del campus. Principale attore locale della collaborazione tra ricerca e industria, venne eletto rettore della facoltà di scienze nel 1961. Nei primi anni, le residenze degli studenti vennero costruite grazie alla società Merlin Gerin gestita dalla  Alliance Université Entreprise de Grenoble. L'accessibilità al campus fu assicurata da un parcheggio per 10 000 auto e i trasporti pubblici, in seguito, completarono l'accessibilità al sito.
Ciò favorì la nascita dei primi laboratori scientifici, come l'École internationale du papier, de la communication imprimée et des biomatériaux e l'Institut Électrotechnique divenuto poi Grenoble INP.

### Divisioni
A seguito della legge Edgar Faure (1968) vide la luce un nuovo genere di università: l'Établissement public à caractère scientifique, culturel et professionnel (EPCSCP) dotata di una sua autonomia. Le facoltà vennero soppresse e sostituite dai centri di insegnamento e ricerca (UER) che divennero poi Unité de formation et de recherche (UFR). Nel 1970, l'università di Grenoble cessò di esistere e venne sostituita da:
- Université Grenoble-I
- Université Grenoble-II
- Université Grenoble-III
- Institut polytechnique de Grenoble

### Nuova istituzione
Nel 2013, le tre università di Grenoble decisero di ricostituire una nuova università. Il decreto di fusione venne firmato l'11 settembre 2015, con data attuativa dal 1 gennaio 2016.